# Andrija Kačić Miošić
Andrija Kačić Miošić (n. 17 aprilie 1704, Gradac, Cantonul Split-Dalmația, Croația – d. 14 decembrie 1760, Zaostrog⁠(d), Cantonul Split-Dalmația, Croația) a fost un poet și un călugăr franciscan croat.
Cea mai importantă scriere a sa este Razgovor ugodni naroda slovinskog (Convorbiri plăcute ale poporului sloven, apărută în 1756), care este o cronică în versuri de factură populară.
Aceasta evocă luptele seculare anti-otomane și exprimă aspirația către unitatea națională.
A mai scris un studiu filozofic în latină și o cronică, intitulată Korabljica (1760), unde utilizează texte de Vitezović.
1. ↑  CONOR.SI[*] Verificați valoarea |titlelink= (ajutor)